# Brecks
Brecks – wieś w Anglii, w hrabstwie ceremonialnym South Yorkshire, w dystrykcie metropolitalnym Rotherham. Leży 12 km na wschód od miasta Sheffield i 227 km na północ od Londynu.